# Halloween Ends
Halloween Ends är en amerikansk slasherfilm från 2022 i regi av David Gordon Green, som för tredje gången i rad även står skriven som manusförfattare, tillsammans med Danny McBride, Paul Brad Logan och Chris Bernier. Detta är den trettonde filmen i hela Halloween-franchisen, efter föregångaren Halloween Kills från 2021. Det är också den allra sista filmen i uppföljartrilogin av Halloween (2018), som i sin tur är en direkt uppföljare till Alla helgons blodiga natt från 1978. Rollensemblen i filmen består bland annat av skådespelare som Jamie Lee Curtis, Andi Matichak, Rohan Campbell, Will Patton, Kyle Richards och James Jude Courtney.

## Handling
Det har nu gått fyra år sedan Michael Myers senast sågs till och utförde en serie med mord i den lilla fiktiva staden Haddonfield, Illinois. Laurie Strode bor nu tillsammans med sin dotterdotter Allyson, och är i full gång med att skriva klart sin kommande memoarbok. Efter alla hemska och fruktansvärda händelser som har hänt i hennes liv, och i synnerhet efter den senaste gången som Michael härjade runtomkring i staden och mördade folk, så vill hon bara omfamna hela livet och lämna allt det jobbiga bakom sig. Men denna lugna och stillsamma närvaro byts snabbt ut mot världens största oro, då en barnvakt, tillika Allysons nya pojkvän, vid namn Corey Cunningham, blir anklagad för att ha tagit livet av en ung pojke vid namn Jeremy Allen, på grund av en hemsk och fruktansvärd olyckshändelse, som hade inträffat tre år tidigare. Och inte blir det bättre, när Michael helt plötsligt dyker upp efter fyra års frånvaro, och gör så att en del av hans mordinstinkter även smittar av sig på Corey.
Det blir nu upp till Laurie att verkligen försöka få stopp på allt det här, så att hon äntligen kan få lugn och ro i sitt liv. Men hur hon ska göra detta, återstår bara att se.

## Rollista
| Jamie Lee Curtis                | – Laurie Strode    |
| Andi Matichak                   | – Allyson Nelson   |
| Rohan Campbell                  | – Corey Cunningham |
| Will Patton                     | – Frank Hawkins    |
| Kyle Richards                   | – Lindsey Wallace  |
| James Jude Courtney/Nick Castle | – Michael Myers    |